# Elizabeth H. Roberts

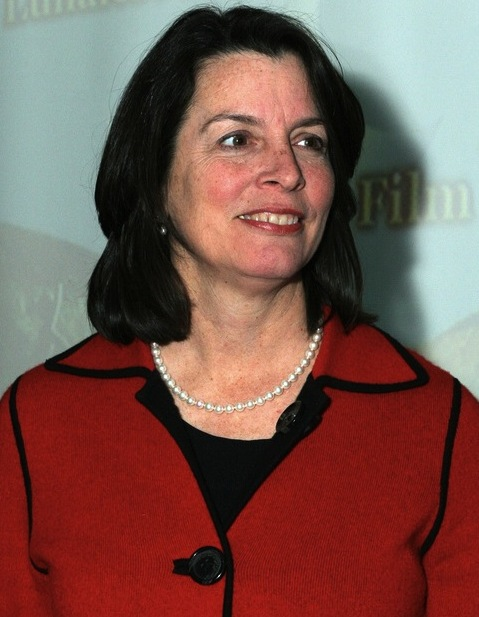
Elizabeth H. Roberts (2009)

Elizabeth H. Roberts (* 17. April 1957 in Washington, D.C.) ist eine US-amerikanische Politikerin. Zwischen 2007 und 2015 war sie Vizegouverneurin des Bundesstaates Rhode Island.

## Werdegang
Elizabeth Roberts studierte bis 1978 an der Brown University Biologie. Anschließend war sie bis 1984 an der Boston University, wo sie das Gesundheitswesen (Health Care Management) studierte. In den folgenden Jahren arbeitete sie als unter anderem als Wirtschaftsberaterin und als Managerin im Gesundheitswesen. Politisch schloss sie sich der Demokratischen Partei an. Zwischen 1996 und 2006 saß sie im Senat von Rhode Island.
2006 wurde sie an der Seite von Donald Carcieri zur Vizegouverneurin von Rhode Island gewählt. Dieses Amt bekleidet sie nach einer Wiederwahl seit Januar 2007 bis heute. Dabei ist sie Stellvertreterin des Gouverneurs und Vorsitzende des Staatssenats. Seit 2011 diente sie unter dem neuen Gouverneur Lincoln Chafee. Im August 2008 nahm sie als Delegierte an der Democratic National Convention in Denver teil, auf der Barack Obama als Präsidentschaftskandidat nominiert wurde. Sie ist Mitglied mehrerer Organisationen und Vereinigungen. Mit ihrem Mann Thomas hat sie zwei erwachsene Töchter. Im Jahr 2014 stellte sie sich nicht mehr zur Wiederwahl.